# Testimoni d'un assassinat
Testimoni d'un assassinat (títol original en anglès: Witness to Murder) és una pel·lícula estatunidenca de 1954, dirigida per Roy Rowland. Ha estat doblada al català.

## Argument[2]
Una jove dibuixant veu per la seva finestra un home de lletres a punt d'assassinar una dona. Fa desaparèixer les proves abans de l'arribada de la policia i aconsegueix convèncer-la que aquest suposat testimoni és d'una boja. És internada en un asil...

## Repartiment
- Barbara Stanwyck: Cheryl Draper
- George Sanders: Albert Richter
- Gary Merrill: policia Tinent Lawrence Mathews
- Jesse White: policia Sergent Eddie Vincent
- Harry Shannon: policia Capità Donnelly
- Claire Carleton: Mae
- Lewis Martin: Psiquiatre
- Dick Elliott: Manager
- Harry Tyler: Charlie
- Juanita Moore: Una pacient de l'hospital
- Joy Hallward: Col·lega de Cheryl